# 普里蒂拜尤 (佛羅里達州)
普里蒂拜尤（英語：Pretty Bayou）是位於美國佛羅里達州貝縣的一個人口普查指定地區。

## 地理
普里蒂拜尤的座標為30°11′45″N 85°41′08″W / 30.19583°N 85.68556°W，而該地最高點為海拔高度4米（即13英尺）。

## 人口
根據2010年美國人口普查的數據，普里蒂拜尤的面積為4.80平方千米，當中陸地面積為4.40平方千米，而水域面積為0.40平方千米。當地共有人口3206人，而人口密度為每平方千米667人。